# Sierra Leone op de Olympische Zomerspelen 1980
Sierra Leone nam deel aan de Olympische Zomerspelen 1980 in Moskou, Sovjet-Unie. Het was de tweede deelname van het land aan de Olympische Zomerspelen.
De veertien deelnemers, twaalf mannen en twee vrouwen en allen debutant, kwamen in actie op zestien onderdelen in twee olympische sporten; atletiek en boksen.

## Deelnemers en resultaten
(m) = mannen, (v) = vrouwen 

### Atletiek
| Olympiër                                                                                 | Discipline      | Resultaat | Prestatie |
| ---------------------------------------------------------------------------------------- | --------------- | --------- | --- |
| Sheku Boima                                                                              | 100m (m)        | 51e       | serie 5: 6de in 11,08 |
| John Carew                                                                               | 100m (m)        | 54e       | serie 1: 6de in 11,11 |
| Rudolph George                                                                           | 100m (m)        | 61e       | serie 3: 7de in 11,37 |
| Sheku Boima                                                                              | 200m (m)        | 51e       | serie 9: 6de in 22,93 |
| Walter During                                                                            | 200m (m)        | 52e       | serie 5: 7de in 23,12 |
| Rudolph George                                                                           | 200m (m)        | 55e       | serie 6: 6de in 23,20 |
| William Akabi-Davis                                                                      | 400m (m)        | 46e       | serie 6: 6de in 50,80 |
| Sahr Kendor                                                                              | 400m (m)        | 49e       | serie 5: 6de in 52,98 |
| Jimmy Massallay                                                                          | 400m (m)        | 41e       | serie 3: 5de in 49,68 |
| George Branche                                                                           | 800m (m)        | 34e       | serie 2: 7de in 1.54,6 |
| Sahr Kendor                                                                              | 800m (m)        | 41e       | serie 6: 7de in 2.06,5 |
| Jimmy Massallay                                                                          | 800m (m)        | 39e       | serie 4: 7de in 2.04,4 |
| George Branche                                                                           | 1500m (m)       | 38e       | serie 2: 10de in 4.03,9 |
| William Akabi-Davis Columba Blango Sheku Boima John Carew Walter During Rudolph George   | 4x100m (m)      | 15e       | serie 2: 8ste in 42,53 |
| William Akabi-Davis Sheku Boima George Branche Walter During Sahr Kendor Jimmy Massallay | 4x400m (m)      | 22e       | serie 1: 8ste in 3.25,0 |
| Columba Blango                                                                           | tienkamp (m)    | 22e       | 100m: 16de in 11,40 verspringen: 20ste met 6,40m kogelstoten: 20ste met 10,00m hoogspringen: 17de met 1,85m 400m: 19de in 53,48 110m horden: 16de in 15,45 discuswerpen: 19de met 23,08m polsstokhoogspringen: geen geldige poging speerwerpen: 17de met 36,20m 1500m: 16de in 5.22,9 totaal: 8167 punten |
|                                                                                          |                 |           | |
| Estella Meheux                                                                           | 100m (v)        | 37e       | serie 4: 7de in 13,22 |
| Eugenia Osho-Williams                                                                    | 100m (v)        | 35e       | serie 3: 8ste in 12,95 |
| Estella Meheux                                                                           | 200m (v)        | 32e       | serie 3: 6de in 26,77 |
| Eugenia Osho-Williams                                                                    | 200m (v)        | 31e       | serie 1: 5de in 25,87 |
| Eugenia Osho-Williams                                                                    | 400m (v)        | 36e       | serie 1: 8ste in 1.00,44 |
| Eugenia Osho-Williams                                                                    | 800m (v)        | 29e       | serie 4: 8ste in 2.33,4 |
| Estella Meheux                                                                           | 100m horden (v) | 20e       | serie 2: 7de in 15,61 |
| Estella Meheux                                                                           | verspringen (v) | DNS       | kwalificatie groep B: niet gestart |

### Boksen
| Olympiër        | Onderdeel | Resultaat | Prestatie                                           |
| --------------- | --------- | --------- | --------------------------------------------------- |
| Mohamed Bangura | -60kg (m) | 17e       | 1ste ronde: V van URS Demjanenko: gediskwalificeerd |
| Ben Sisay       | -67kg (m) | 17e       | 1ste ronde: V van ETH Sahilu: gediskwalificeerd     |

Afghanistan · Algerije · Andorra · Angola · Australië · België · Benin · Birma · Botswana · Brazilië · Bulgarije · Colombia · Congo-Brazzaville · Costa Rica · Cuba · Cyprus · Denemarken · Dominicaanse Republiek · Duitse Democratische Republiek · Ecuador · Ethiopië · Finland · Frankrijk · Griekenland · Groot-Brittannië · Guatemala · Guinee · Guyana · Hongarije · Ierland · IJsland · India · Irak · Italië · Jamaica · Joegoslavië · Jordanië · Kameroen · Koeweit · Laos · Lesotho · Libanon · Liberia · Libië · Luxemburg · Madagaskar · Mali · Malta · Mexico · Mongolië · Mozambique · Nederland · Nepal · Nicaragua · Nieuw-Zeeland · Nigeria · Noord-Korea · Oeganda · Oostenrijk · Peru · Polen · Portugal · Puerto Rico · Roemenië · San Marino · Senegal · Seychellen · Sierra Leone · Sovjet-Unie · Spanje · Sri Lanka · Syrië · Tanzania · Trinidad en Tobago · Tsjecho-Slowakije · Venezuela · Vietnam · Zambia · Zimbabwe · Zweden · Zwitserland